# (755) Quintilla
(755) Quintilla es un asteroide que forma parte del cinturón de asteroides y fue descubierto por Joel Hastings Metcalf desde el observatorio de Taunton, Estados Unidos, el 6 de abril de 1908.

## Designación y nombre
Quintilla recibió inicialmente la designación de 1908 CZ.
Más adelante, a propuesta de Arville D. Walker, se nombró en honor de Quintila, un personaje de la antigua Roma, porque en el momento de la denominación ningún asteroide comenzaba por «q».

## Características orbitales
Quintilla está situado a una distancia media de 3,182 ua del Sol, pudiendo alejarse hasta 3,623 ua. Tiene una inclinación orbital de 3,241° y una excentricidad de 0,1384. Emplea en completar una órbita alrededor del Sol 2074 días.